# Liste des lieux patrimoniaux du district de Cochrane
Cet article recense les lieux patrimoniaux du district de Cochrane inscrits au répertoire des lieux patrimoniaux du Canada, qu'ils soient de niveau provincial, fédéral ou municipal.

## Liste
| [ 1 ] | Lieu patrimonial                          | Illustration                              | Municipalité  | Adresse          | Coordonnées      | No    | Constr. | Prot.                                | Rec. | Notes |
| ----- | ----------------------------------------- | ----------------------------------------- | ------------- | ---------------- | ---------------- | ----- | ------- | ------------------------------------ | ---- | ----- |
| F     | Édifice fédéral                           | Téléverser                                | Kapuskasing   | 22 Circle Street | 49.4175 -82.4249 | 4063  | 1938    | Recognized Federal Heritage Building | 1991 |       |
| F     | Édifices de Moose Factory                 | Édifices de Moose Factory                 | Moose Factory |                  | 51.2792 -80.6389 | 10481 | 1693    | LHN                                  | 1957 |       |
| P     | HBC Staff House                           | HBC Staff House                           | Moose Factory | 4, Front Street  | 51.2523 -80.6062 | 8854  | 1850    | Ontario Heritage Foundation Easement | 1977 |       |
| P     | HBC Worker's House - McLeod House         | HBC Worker's House - McLeod House         | Moose Factory | 2, Museum Street | 51.2541 -80.6044 | 8855  | 1890    | Ontario Heritage Foundation Property | 1982 |       |
| P     | HBC Worker's House - Sackabuckiskum House | HBC Worker's House - Sackabuckiskum House | Moose Factory | 2, Museum Street | 51.2543 -80.6036 | 8857  | 1926    | Ontario Heritage Foundation Property | 1983 |       |
| P     | HBC Worker's House - Turner House         | Téléverser                                | Moose Factory | 2, Museum Street | 51.2539 -80.6051 | 8856  | 1864    | Ontario Heritage Foundation Easement | 1983 |       |